# British Aircraft Manufacturing Eagle
Le British Aircraft Manufacturing Co Eagle est un monoplan à aile basse cantilever bi-triplace à cabine fermée britannique de l'entre-deux-guerres.
Ce bi-triplace dessiné par G.H. Handasyde pour British Klemm était construit en bois avec revêtement entoilé et reposait sur un train classique. Le prototype a effectué ses premiers vols début 1934 et 6 Eagle I à train escamotable ont été construits. Doté d'un train fixe carèné, l'Eagle II  eu plus de succès avec 37 exemplaires produits par British Aircraft Manufacturing Co.
Sept exemplaires furent réquisitionnés en Grande-Bretagne en 1941 et utilisés comme avions de liaison par la RAF, ainsi que 2 en Inde et 1 au Kenya.